# Xerxes (Händel)
Xerxes (originaltitel Serse, italienskt uttal: [ˈsɛrse]; HWV 40) är en opera i tre akter, skriven år 1738 av den tysk-engelske tonsättaren Georg Friedrich Händel. Den hade premiär i London 15 april 1738.

## Historia

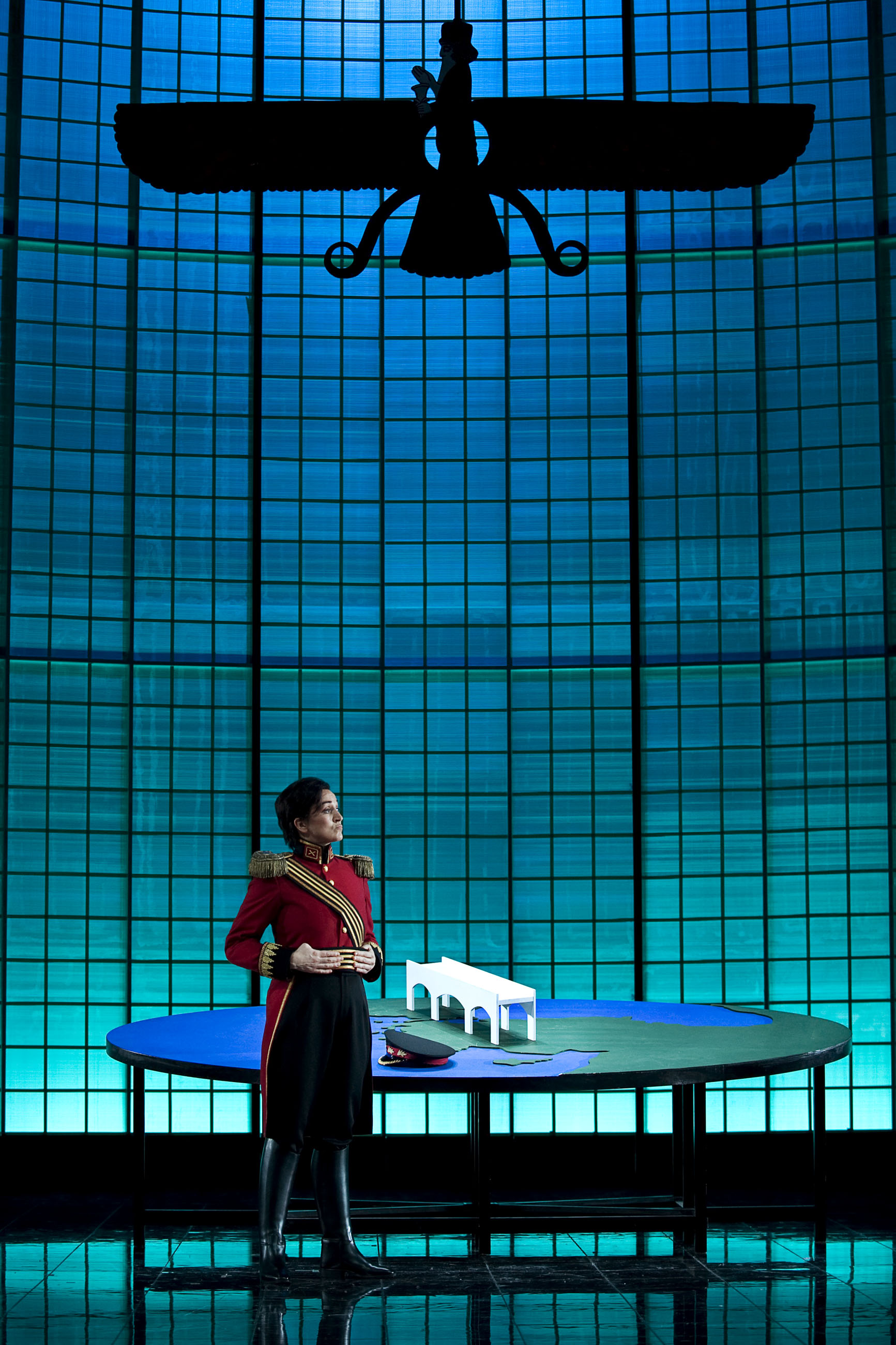
Katarina Karnéus som Xerxes på Stockholmsoperan 2009.

Redan 1654 hade Francesco Cavalli framfört sin version av Xerse i Venedig med text av Nicolò Minato. 1694 hade Giovanni Battista Bononcini premiär på sin opera med samma namn till text av Silvio Stampiglia.
Med Xerxes provade Händel för första gången att framföra en opera med inslag av opera buffa i London. Försöket slog inte väl ut och operan lades ned efter endast fem föreställningar och förblev ospelad i nära 200 år. Under de senaste 100 åren har operan däremot varit den mest framförda av alla Händels operor. I Xerxes ingår Händels sedermera populära aria "Ombra mai fù" som blev populär under 1800-talet och bearbetades för alla tänkbara instrument.
Operan innehåller såväl tragiska som komiska situationer. Att Händel i Xerxes lade – för ett opera seria-verk – ovanligt stor vikt vid det komiska och folkliga, kan ha berott på den stora framgången för The Beggar's Opera (Tiggarens opera) av John Gay och Johann Christoph Pepusch. Händels musikaliska tonfall i Xerxes växlar oavbrutet mellan allvar och komik, och svarar därmed utmärkt mot titelrollens lynnighet. Händel knöt med den här operan också an till en av sina första operor, den satiriskt färgade Agrippina. Eftersom ariorna är påfallande långa och endast långsamt för handlingen framåt får kostym och dekor en särskilt viktig funktion.
Den svenska premiären ägde rum på Kungliga Operan i Stockholm 23 februari 1985.

## Personer
- Serse/Xerxes, Persiens kung (sopran)
- Arsamene, Serses bror och Romildas älskade (sopran)
- Ariodate, furste och fältherre (bas)
- Romilda, hans dotter (sopran)
- Atalanta, hans andra dotter (sopran)
- Amastre, Serses älskade (alt)
- Elviro, Arsamenes tjänare (bas)
- Soldater, sjömän, präster (kör)

## Handling
Operan utspelar sig i antikens Persien (nuvarande Iran) år 480 f.Kr. och är fritt baserad på den akemenidiske storkungen Xerxes I:s liv.
Akt I
Den unge perserkungen Xerxes ligger i skuggan av ett platanträd i sin trädgård och sjunger om sin kärlek till Romilda, dotter till Ariodate ("Ombra mai fù"). Romilda älskar emellertid Xerxes bror Arsamene och hennes kärlek är besvarad. Sålunda vägrar Arsamene att uppträda som mellanhand mellan Romilda och Xerxes, som alltså själv måste fria till flickan. De träffas i trädgården, och han bekänner sin kärlek för henne men avvisas. Romilda vill vara Arsamene trogen. I besvikelse och raseri förbannar Xerxes sin bror.
Xerxes mottas under stora festligheter på paradplatsen framför palatset. Han tackar sin tappre fältherre Ariodate och lovar att dennes dotter skall äkta en medlem av kungafamiljen. Xerxes trolovade, Amastris, har varit med i kriget, klädd som soldat. När hon nu får höra om Xerxes nya äktenskapsplaner flyr hon i förtvivlan. Romilda är heller inte glad åt situationen, hon är förnärmad över att inte ha hört något från Arsamene. För att retas med henne låtsas hennes yngre syster Atalanta att hon också älskas av Arsamene.
Akt II
Atalanta får nys om att Arsamene har sänt Romilda ett kärleksbrev. Hon lurar brevet från tjänaren och inbillar honom att Romilda endast älskar Xerxes. Så låter hon brevet hamna hos Xerxes, varvid förvirringen är total. Atalanta får honom att tro att Arsamene är förälskad i henne. Som bevis visar hon honom brevet som Arsamene skrivit. Xerxes skyndar sig att triumferande visa brevet för Romilda, så att hon kan se att Arsamene har svikit henne. Men Romilda vägrar tro på det. Kungen beslutar sig nu för att nå sitt mål med våld. Soldaterna sätts att bevaka huset, och Amastris, fortfarande förklädd till krigare, skall vara deras befälhavare.
Akt III
Amastris har sagt till tjänaren Elviro att hans herre har dränkt sig. Den olycklige tjänaren söker tröst i flaskan. Xerxes kommer förklädd och försöker tränga sig in i Ariodates hus men hejdas av Amastris. Ariodate låter arrestera Xerxes. Denne utger sig för att vara kungens budbärare och befaller Ariodate att förbereda dotterns bröllop med en medlem av kungafamiljen till följande dag.
Amastris har sett till att sammanfoga Romilda och Arsamene. Då Xerxes dyker upp hemma hos Ariodate för att viga sig vid Romilda får han konstatera att han har dragits vid näsan. Amastris har emellertid lagt av soldatklädseln och visar sig åter i kvinnodräkt, och Xerxes blidkas vid åsynen. Han förlåter Romilda och Arsamene och räcker sin trolovade handen, så att det kan bli två bröllop i stället för ett.